# João Paulo Pinto Ribeiro
João Paulo Pinto Ribeiro (n. 8 aprilie 1980, Porto, Portugalia), cunoscut ca João Paulo, este un fotbalist portughez care evoluează la echipa Tirsense. Între 2008 și 2010 a jucat la Rapid București în prima ligă a României.